# 镇龙站 (城际)
镇龙站，是穗深城际铁路建设中的高架车站，位于广东省广州市黄埔区新龙镇知识大道与广汕公路交叉口东北侧。

## 车站结构
本站为高架侧式站，总建筑面积14,441平方米，是全线最大跨度侧式高架车站。

### 车站楼层
本站首层为停车场，二层为站厅层，三层为电缆夹层及轨道梁，四层为侧式站台及站台雨蓬。
| 地上四层 | 侧式站台 | 侧式站台                              | 侧式站台 | 侧式站台 |
|          | 上行站台 | 穗深城际 深圳机场方向（下站：永宁北） |          |          |
|          | 下行站台 | 穗深城际 花都方向（下站：新龙）       |          |          |
|          | 侧式站台 |                                       |          |          |
| 地上三层 | 设备层   | 电缆夹层、轨道梁                      |          |          |
| 地上二层 | 站厅     | 售票处、候车区                        |          |          |
| 地面     | 出入口   | 进站口、出站口、停车场                |          |          |
|          |          | 广州地铁镇龙车辆段路轨                |          |          |

## 历史
本站于2017年6月15日完成站厅层浇筑，并于2019年5月25日通过工程验收，是新白广城际首座完成建设及通过验收的车站。2021年2月2日，车站定名为镇龙站。

## 接驳交通
本站设有连接地铁镇龙站的通道，可出站换乘14号线知识城支线和21号线。